# Championships
| Recensione    | Giudizio |
| ------------- | -------- |
| Exclaim!      | [ 6 ]    |
| Pitchfork     | 7,7/10   |
| Rolling Stone | [ 6 ]    |
| XXL           | [ 6 ]    |
| NME           | [ 6 ]    |
| The Guardian  | [ 6 ]    |

Championships è il quarto album del rapper statunitense Meek Mill, pubblicato nel 2018 da Atlantic e Maybach Music. Partecipano al disco, tra gli altri, Jay-Z, Rick Ross, Ella Mai, Future, Drake, Cardi B, Kodak Black, 21 Savage, Jeremih, Fabolous e Young Thug. L'album ottiene recensioni generalmente positive e un grande successo commerciale che gli permette di raggiungere il primo posto sia negli Stati Uniti sia in Canada, secondo album del rapper ad arrivare al vertice di entrambe le classifiche dopo Dreams Worth More Than Money del 2015.

## Tracce
1. Intro – 3:33 – Papamitrou, Andrew Meoray (prod. agg.)
2. Trauma – 3:58 – Don Cannon, Rance Dopson (co-prod.)
3. Uptown Vibes (featuring Fabolous & Anuel AA) – 3:10 – Papamitrou
4. On Me (featuring Cardi B) – 3:45 – Bangladesh, Benny Wond3r
5. What's Free (featuring Rick Ross & Jay-Z) – 6:02 – Streetrunner, Azzouz
6. Respect the Game – 3:12 – Papamitrou, Beat Menace (co-prod.), Rance Dopson (co-prod.)
7. Splash Warning (featuring Future, Roddy Ricch & Young Thug) – 2:48 – ATL Jacob
8. Championships – 4:21 – Dario
9. Going Bad (featuring Drake) – 3:00 – Wheezy, Weiss (co-prod.)
10. Almost Slipped – 4:06 – Maaly Raw, The Trillionaires
11. Tic Tac Toe (featuring Kodak Black) – 3:05 – Tay Keith
12. 24/7 (featuring Ella Mai) – 3:41 – Austin Powerz, EY, OZ, Pro Logic
13. Oodles o' Noodles Babies – 3:01 – Butter Beats (Dolla Bill Kidz), Kendxll (co-prod. non accreditato)
14. Pay You Back (featuring 21 Savage) – 3:55 – Wheezy, Cubeatz
15. 100 Summers – 2:43 – Hit-Boy
16. Wit the Shits (W.T.S.) (featuring Melii) – 2:50 – C-Sick
17. Stuck in My Ways – 3:11 – Cardo
18. Dangerous (featuring Jeremih & PnB Rock) – 3:53 – Prince Chrishan, Hitmaka
19. Cold Hearted II – 5:01 – Papamitrou, Beat Menace (co-prod.), Rance Dopson (co-prod.)

## Classifiche
| Classifica (2018)         | Posizione massima |
| ------------------------- | ----------------- |
| Australia                 | 30                |
| Belgio (Fiandre)          | 53                |
| Belgio (Vallonia)         | 132               |
| Canada                    | 1                 |
| Danimarca                 | 30                |
| Norvegia                  | 20                |
| Nuova Zelanda             | 34                |
| Paesi Bassi               | 5                 |
| Regno Unito               | 33                |
| Stati Uniti               | 1                 |
| US Top R&B/Hip-Hop Albums | 1                 |
| Svezia                    | 22                |
| Svizzera                  | 48                |